# Iași
Iași (prononcé /jaʃʲ/ )  (traditionnellement écrit en français, anglais et allemand Jassy ou Iassy, translittéré du russe Яссы, en hongrois Jászvásár, en italien Jassi, en arménien Yash, en turc Yaş, en yiddish יאס Yas) est une ville en Moldavie roumaine, chef-lieu du județ de Iași et troisième ville du pays après la capitale Bucarest. Iași fut la capitale de la Moldavie entre 1564 et 1859, puis une des deux capitales des Principautés unies de Moldavie et de Valachie entre 1859 et 1862, et enfin capitale de la Roumanie en 1916-1918.
En 2021, la ville compte 271 692 habitants, soit la deuxième ville de Roumanie. La métropole de Iași regroupe 13 communes et rassemblerait plus de 400 000 habitants.
Iași est le centre culturel, économique et universitaire de la région roumaine de Moldavie. Plus de 60 000 étudiants fréquentent les universités de la ville, où fut fondée l'université Alexandru Ioan Cuza, une des plus prestigieuses du pays.
En 1882, Gustave Eiffel y a construit le 
Grand Hôtel Trajan (en).

## Géographie
La ville se trouve sur le Bahlui, un affluent de la Jijia, qui se déverse dans le Prut. Elle s'étend sur sept collines, avec une altitude qui varie entre 40 m dans le bassin du Bahlui et 400 m des collines Păun et Repedea. Les principales collines sont Copou, Tătărași et Galata.

### Villes voisines
- Pașcani (72 km O)
- Vaslui (70 km S)
- Galați (250 km S)
- Botoșani (130 km NO)
- Suceava (150 km NO)
- Piatra Neamț (150 km O)
- Focșani (220 km S)

## Histoire

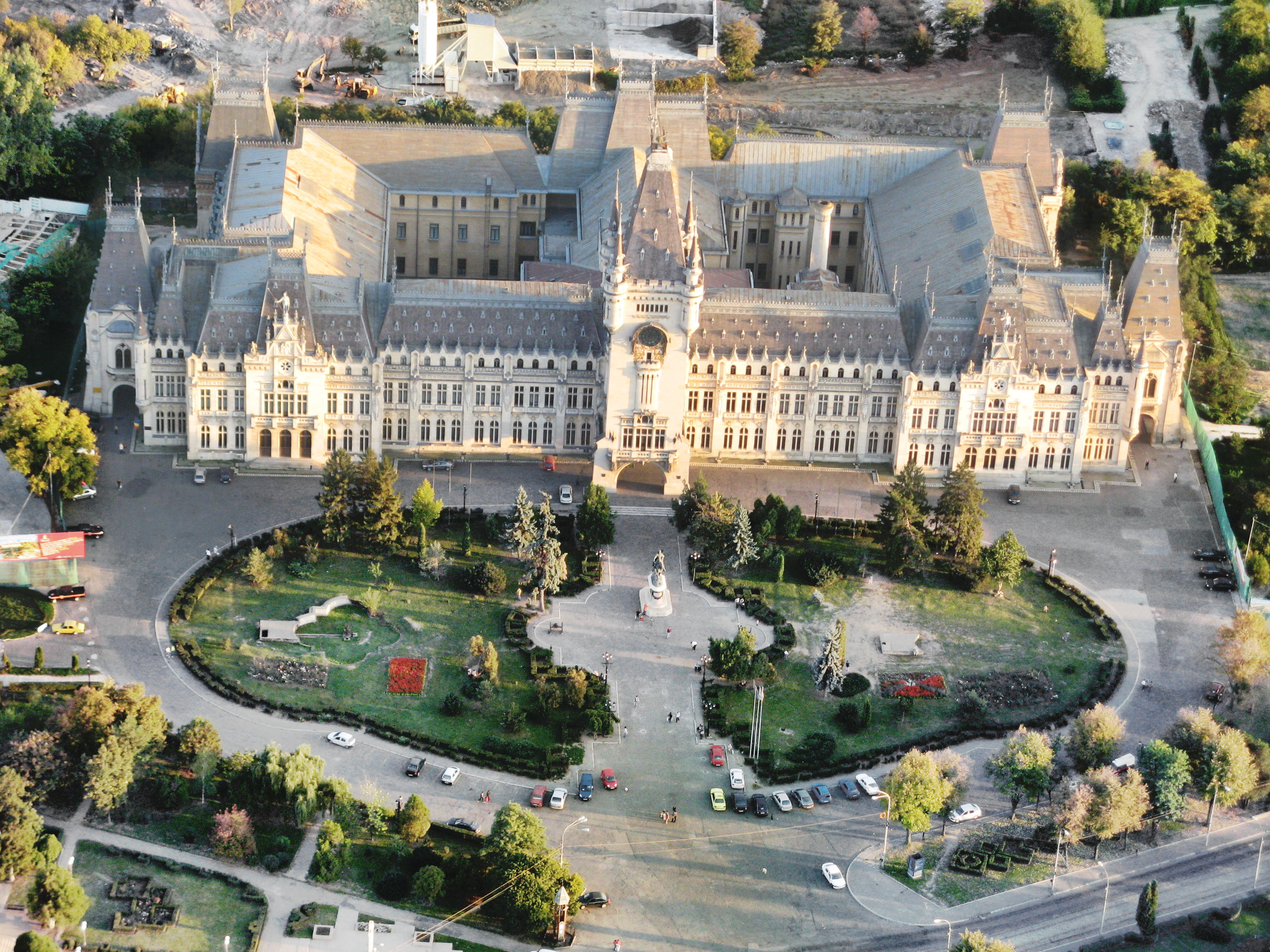
Palais culturel.

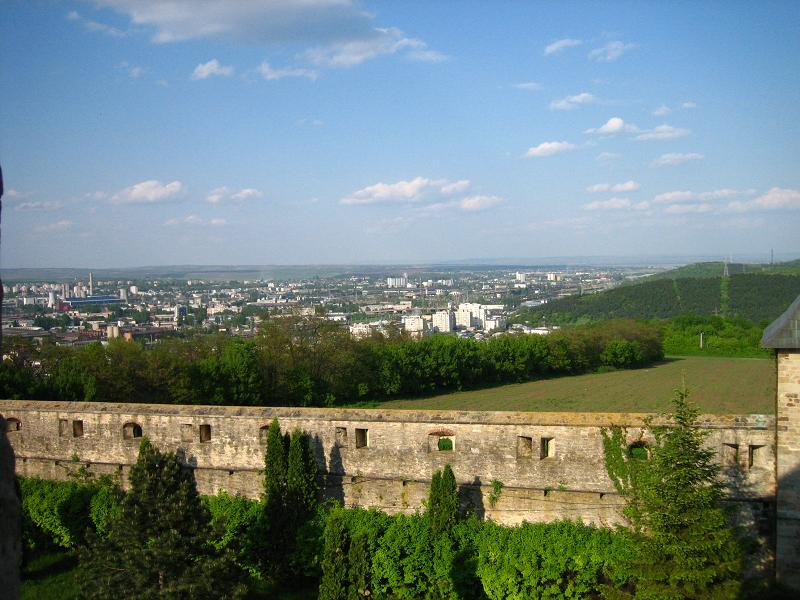
Monastère.

### Débuts dans l'Antiquité
Les recherches archéologiques ont conduit à la découverte d'amphores romaines rue Ciurchi, dans les vignes de la colline du Copou ainsi qu'à Holboca, à quelques kilomètres de Iași. De même, des monnaies romaines ont été trouvées près de la colline de Cetățuia. À Valea Lupului (près de l'usine d'antibiotiques) on a découvert des tombes sarmates, des vases daces et des objets ornementaux. Enfin, on identifie 19 hameaux de l'antiquité tardive dans la région de Iași, où on a retrouvé des artefacts peut-être carpiens datant du IVe siècle. 

### Moyen Âge
On a découvert également des habitations de forme rectangulaire (VIIe – Xe siècles), avec des fours en forme de U et de nombreux outils, des vêtements et des ornements attribués à la culture balkano-danubienne de Dridu. Un objet en céramique avec des composants techniques du Xe siècle, et typique de l'artisanat de Moldavie du Nord, a également été retrouvé.
Gheorghe Ghibănescu a montré qu'en 1238, l'établissement des Tatars dans la steppe pontique provoque l'exode de 10 000 Alains, appelés Iasses (en roumain Iași) vers la région dont la ville de Iași (Asci, civitas Iassiorum) est le centre,. Entre 1299 et 1302, la majorité de ces Alains quitte la Moldavie pour s'engager comme mercenaires de l'Empire byzantin. 
Le village de Iași était donc au XIIIe siècle un petit bourg rectangulaire fortifié, capitale provisoire des Iasses qui l'appelèrent « Aski ». Le nom de Iași apparaît pour la première fois dans sa forme roumaine, dans un privilège commercial émis en 1408 par le prince de Moldavie Alexandre Ier de Moldavie (Alexandru cel Bun), mais d'autres historiens considèrent qu'en 1395 une localité existait déjà, puisque cette date est inscrite dans l'église arménienne du vieux centre.
Une légende populaire place la fondation de Iași dans « des temps immémoriaux », lorsqu'un voïvode cria à un berger nommé Dediu de sortir de sa bergerie pour lui parler. Il lui dit : « Ieși până afară să vorbim ceva ! » (« Sors, que nous puissions parler un peu ! » : ieși - sors - se prononce en roumain presque comme le nom de la ville, Iași). Cette légende est un jeu de mots fantaisiste, mais elle rappelle les occupations principalement pastorales des « Valaques » avant la fondation des principautés roumaines.

### Depuis 1500
Beaucoup d'événements importants pour les Roumains ont eu lieu à Iași, capitale de la Moldavie, durant trois siècles (1566-1862). Le premier acte d'union des principautés est signé par Michel Ier le Brave en 1600. Ici se trouvait la résidence permanente ou temporaire des voïvodes Alexandre Ier de Moldavie, Étienne III de Moldavie, Alexandru IV Lăpușneanu et Basile le Loup ; ce dernier créant l'Académie Vasiliană et introduisait l'imprimerie. Un traité entre l'Empire russe et l'Empire ottoman a été signé à Iași en 1792. 
La ville a été pillée et incendiée par les Tatars et les Cosaques, mais elle a pu renaître chaque fois. Elle a été un des théâtres des révolutions de 1821, 1848 et 1989. Ses communautés arménienne, grecque et juive sont parmi les plus anciennes de Roumanie.
En 1869, la ville est reliée à la Galicie et à la Bucovine austro-hongroises par le Chemin de fer Lemberg-Czernowitz-Jassy.
Pendant la Première Guerre mondiale Iași fut la capitale provisoire de la Roumanie, en grande partie occupée par les Allemands, et la base arrière de la mission française Berthelot.
Comme toute la Roumanie, Iași a souffert des régimes dictatoriaux carliste, fasciste et communiste de février 1948 à décembre 1989, mais connaît à nouveau la démocratie et renaît économiquement et culturellement depuis la révolution de 1989 et depuis son entrée dans l’Union européenne en 2007.
Pendant la Seconde Guerre mondiale, la Roumanie est alliée de l'Allemagne du Troisième Reich, jusqu'en août 1944. Quelques jours après l'attaque nazie contre l'URSS le pogrom de Iași ensanglante la ville le 27 juin 1941. On compta 13 226 Juifs tués, soit sur place, soit durant leur déportation. Le pharmacien Beceanu et Viorica Agarici (présidente de la Croix-Rouge locale), des « justes », parvinrent difficilement à en sauver quelques-uns. Mais le régime fasciste antonescien considérait indistinctement les Juifs comme des suppôts du bolchévisme : prétextant un incident impliquant des déserteurs qui avaient tiré sur une patrouille, ce régime ordonna à la police de Iași, aidée par la police bessarabienne (il s'agit des policiers et gendarmes du territoire occupé par l'URSS, qui avaient échappé à la déportation au Goulag et s'étaient regroupés à Iași), à la gendarmerie et aux agents du SSI (Service Spécial d'Information) la déportation de tous les Juifs iassiotes et l'exécution sur place de ceux qui résisteraient ou protesteraient. Sachant qu'elle n'aura pas de comptes à rendre, la pègre de la ville en profita pour piller et violenter les victimes. De mars à août 1944, la ville fut violemment bombardée par les soviétiques (puis occupée par eux de 1944 à 1958) : ce fut cette fois en 1944 une partie de la population iassiote qui subit des pillages et exactions, comme la population moldave de Bessarabie avant elle.

### Extension de la ville
La vieille ville est comprise dans un quadrilatère limité par les rues actuelles Ștefan cel Mare, Alexandru Lăpușneanu, la rue de l'Indépendance, Elena Doamna et Grigore Ghica, le noyau de la ville se trouve dans la zone du Palais de la Culture (ancienne cour des hospodars) et rue Costache Negri.
La ville nouvelle s'est étendue dans toutes les directions, en englobant dans une première phase (aux XVIIIe et XIXe siècles) les quartiers Copou, Sărăria, Țicău, Tătărași, Ciurchi, Galata et partiellement Nicolina et Păcurari ; dans une deuxième phase (au XXe siècle) ont été inclus les quartiers Păcurari (nouvelle partie, à l'ouest), Nicolina (nouvelle partie, au sud, appelé aujourd'hui CUG), Frumoasa-Poitiers, Socola, Bucium, Canta, Mircea cel Bătrân, Alexandru cel Bun, Dacia et Grădinari, plus la Zone industrielle.

## Démographie

### Ethnies
| Ethnie       | 1930    | 1930     | 2002    | 2002     | 2011    | 2011     |
| ------------ | ------- | -------- | ------- | -------- | ------- | -------- |
| Roumains     | 63 168  | 61,40 %  | 316 094 | 98,50 %  | 258 296 | 88,94 %  |
| Juifs        | 34 662  | 33,69 %  | 421     | 0,13 %   | 215     | 0,02 %   |
| Allemands    | 980     | 0,95 %   | 166     | 0,05 %   | 80      | 0,03 %   |
| Russes       | 918     | 0,89 %   | 433     | 0,13 %   | 197     | 0,07 %   |
| Polonais     | 505     | 0,49 %   | 22      | 0,00 %   | 17      | 0,01 %   |
| Hongrois     | 543     | 0,53 %   | 260     | 0,08 %   | 101     | 0,03 %   |
| Roms         | 340     | 0,33 %   | 1 898   | 0,59 %   | 1 376   | 0,47 %   |
| Grecs        | 73      | 0,07 %   | 433     | 0,13 %   | 178     | 0,06 %   |
| Non déclarée | 195     | 0,19 %   | 21      | 0,00 %   | 28 553  | 9,83 %   |
| Autres       | 1 488   | 1,46 %   | 1 136   | 0,35 %   | 1 607   | 0,55 %   |
| Total        | 102 872 | 100,00 % | 320 888 | 100,00 % | 290 442 | 100,00 % |

### Religions
En 2011, la population de la ville est à 84,42 % orthodoxe et à 2,98 % catholique, alors que pour 10,09 % de la population, l'appartenance religieuse n'est pas connue.

### Langues
| Langue       | 1930    | 1930     | 1948   | 1948     | 2002    | 2002     | 2011    | 2011     |
| ------------ | ------- | -------- | ------ | -------- | ------- | -------- | ------- | -------- |
| Roumain      | 75 885  | 73,77 %  | 79 997 | 85,04 %  | 318 284 | 99,18 %  | 259 803 | 89,46 %  |
| Yiddish      | 22 363  | 21,74 %  | 13 272 | 14,11 %  | 96      | 0,02 %   | 63      | 0,02 %   |
| Russe        | 1 309   | 1,27 %   |        |          | 320     | 0,09 %   | 140     | 0,05 %   |
| Allemand     | 979     | 0,95 %   | 108    | 0,11 %   | 95      | 0,02 %   | 65      | 0,02 %   |
| Hongrois     | 496     | 0,48 %   | 231    | 0,25 %   | 239     | 0,07 %   | 96      | 0,03 %   |
| Polonais     | 354     | 0,34 %   |        |          | 15      | 0,00 %   | 9       | 0,00 %   |
| Romani       | 266     | 0,26 %   |        |          | 661     | 0,20 %   | 623     | 0,21 %   |
| Grec         | 39      | 0,04 %   |        |          | 355     | 0,11 %   | 150     | 0,05 %   |
| Non déclarée | 182     | 0,18 %   |        |          | 8       | 0,00 %   | 28 458  | 9,80 %   |
| Autres       | 999     | 0,96 %   | 467    | 0,50 %   | 815     | 0,25 %   | 1 035   | 0,36 %   |
| Total        | 102 872 | 100,00 % | 94 075 | 100,00 % | 320 888 | 100,00 % | 290 442 | 100,00 % |

## Politique et administration
| Période                                  | Période  | Identité                | Étiquette               | Qualité |
| ---------------------------------------- | -------- | ----------------------- | ----------------------- | ------- |
| Les données manquantes sont à compléter. |          |                         |                         |         |
| 1992                                     | 2003     | Constantin Simirad (ro) | CDR, puis PM, puis PDSR |         |
| 2003                                     | 2015     | Gheorghe Nichita (ro)   | PSD                     |         |
| 2015                                     | En cours | Mihai Chirică (ro)      | PSD                     |         |

| Parti | Parti                                      | Sièges |
| ----- | ------------------------------------------ | ------ |
|       | Parti social-démocrate (PSD)               | 14     |
|       | Parti national libéral (PNL)               | 8      |
|       | Parti Mouvement populaire (PMP)            | 2      |
|       | Alliance des libéraux et démocrates (ALDE) | 2      |
|       | Indépendant                                | 1      |

## Transports
Comme d'autres villes roumaines, Iași a été noyée par la prolifération des automobiles depuis l'essor économique qui a suivi le rétablissement de la démocratie. La circulation y est très difficile. Côté transports urbains, 10 autobus Renault R.312 venus de France ont été cédés par la RATP au modeste réseau de Iași en octobre et novembre 2007. 10 Saviem Sc10 ont également été cédés au réseau de Iași par la RATP. Sur les 10 Saviem Sc10 vendus par la RATP, 8 seront réformés.
La ville compte un réseau de tramways : huit lignes qui s'étendent sur 76 kilomètres.
Iași est également desservie par un aéroport international elle compte aussi l'une des plus anciennes gares du pays.

## Éducation et culture
La première institution d'enseignement supérieur du territoire roumain est l'Académie Vasiliană (1640) créée par le prince Basile le Loup comme école supérieure pour l'enseignement du latin et des langues slaves qui est suivie par l'académie princière de Iași en 1707. Le premier établissement enseignement supérieur en langue roumaine est créé à l'automne 1813 par l'ingénieur Gheorghe Asachi qui met en place une classe d'ingénieurs dans les locaux de l'académie grecque Princely.

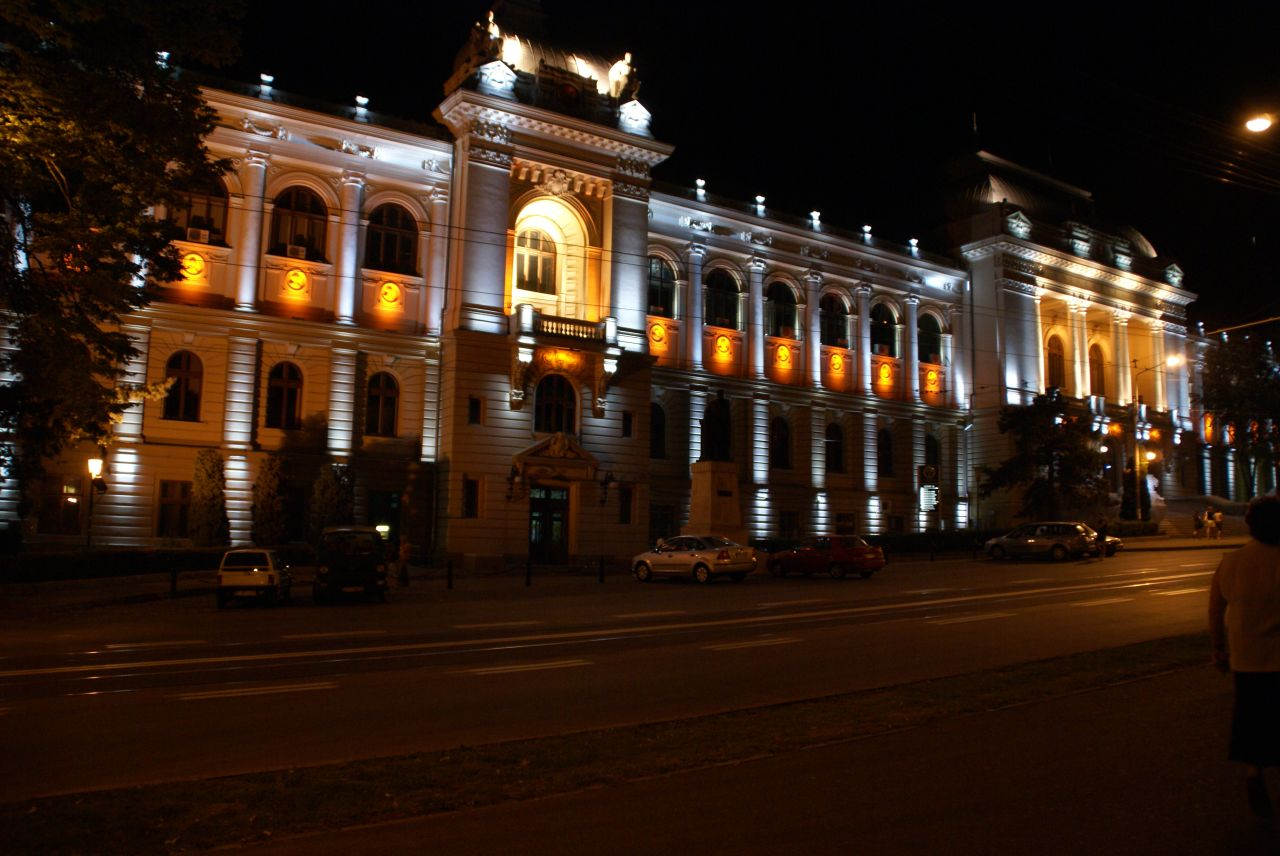
Université Alexandru-Ioan-Cuza.
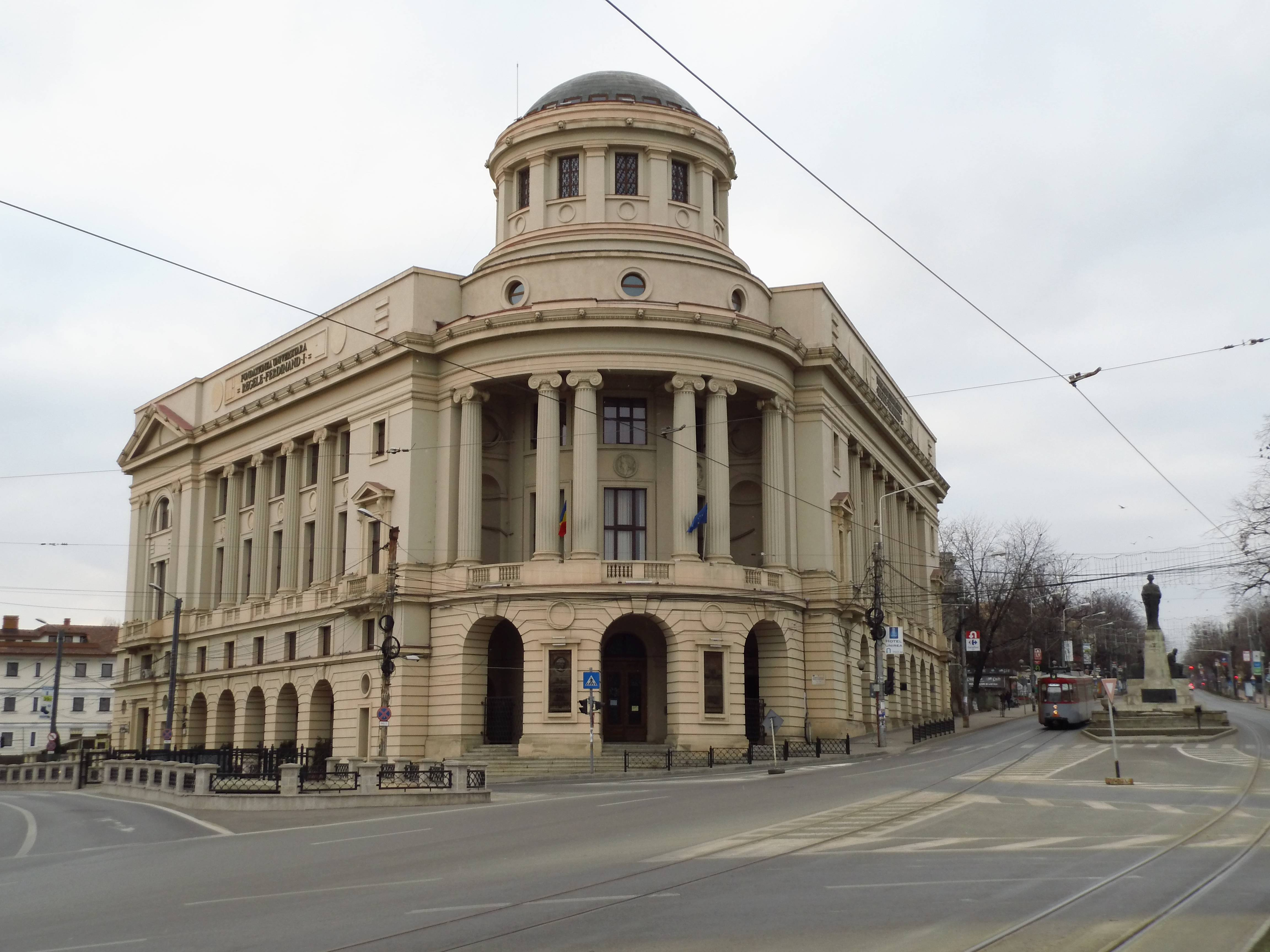
Bibliothèque centrale.
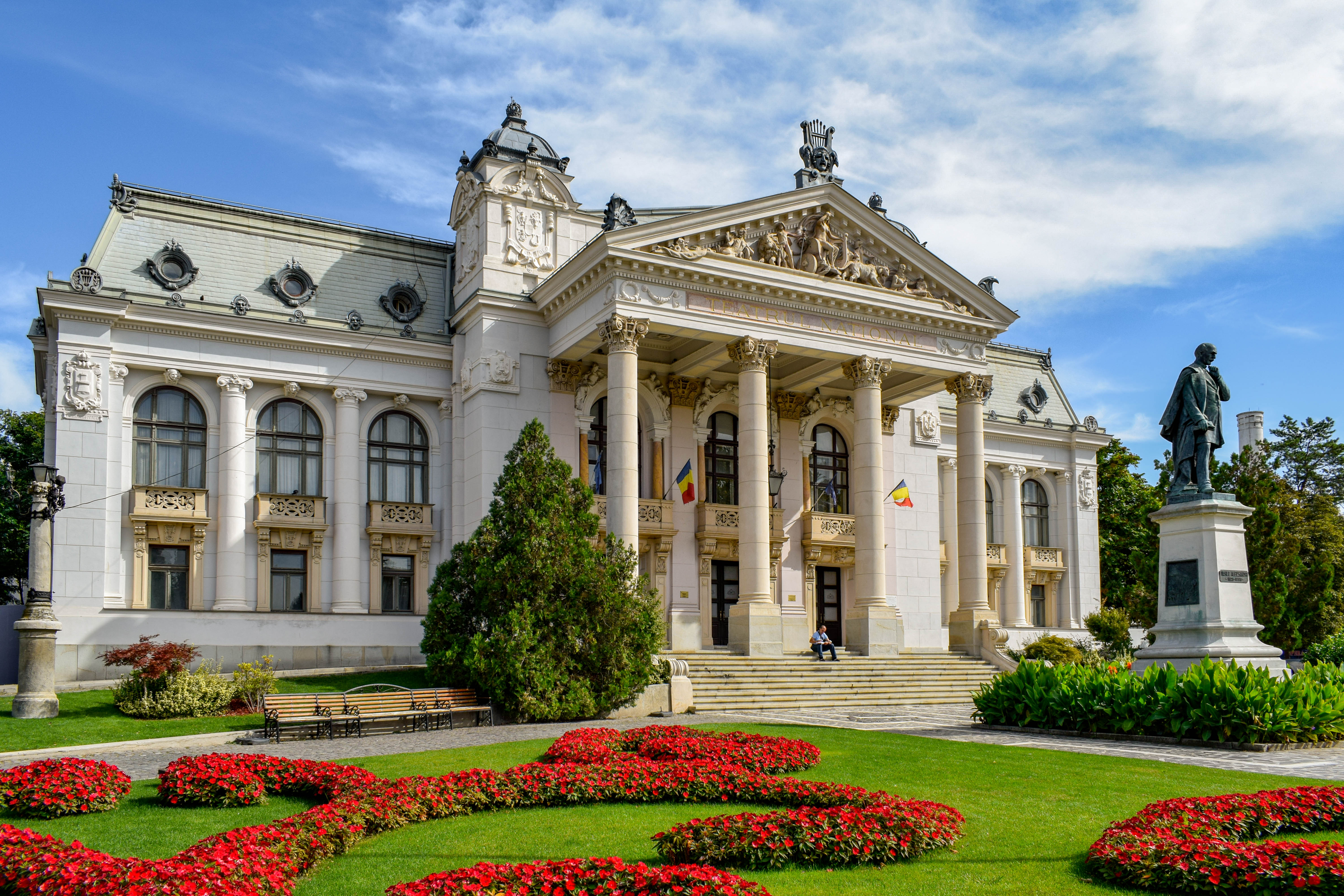
Le théatre national Vasile Alecsandri à Iași. Septembre 2020.

En 1835, le prince Mihail Sturdza fonde l'Academia Mihăileană. En 1860, par décret d'Alexandre Jean Cuza, trois facultés de l'académie de l'Academia Mihăileană forment le noyau de l'université de Iași, la première université de Roumanie. Elle compte aujourd'hui quinze facultés et plus de 35 000 étudiants. Le bâtiment principal, monument d'architecture, est construit en 1896. Des écoles spécialisées pour les arts sont aussi établies dans les années 1860.
En 1937, les deux facultés de sciences de l'université de Iași deviennent des départements de l'université technique Gheorghe-Asachi, nouvellement créée. L'université technique est renommée en École polytechnique en 1948. Elle étend ensuite ses domaines d'activité en ingénierie et redevient l'université technique en 1993.
On peut trouver aussi en ville des instituts d'enseignement supérieur : l'université agronomique, l'université technique, l'université de médecine et de pharmacie et l'université des arts Georges-Enesco. Place Eminesco, durant l'entre-deux-guerres, on construit le bâtiment de la Fondation culturelle royale, qui héberge aujourd'hui la Bibliothèque centrale universitaire Mihai-Eminescu, avec un fonds documentaire d'à peu près un million de livres, dont certains sont très rares. Les principaux campus étudiants sont ceux de Tudor-Vladimirescu, Titu-Maiorescu, Târgușor-Copou, Codrescu (dont le complexe international) et celui d'Agronomie.
La ville héberge depuis les années 2010 le plus grand festival littéraire d'Europe de l'Est, le festival international de littérature et de traduction (Filit), fréquenté par des Prix Nobel de littérature.

## Jumelage
La ville de Iași est jumelée avec :
- Poitiers (France) depuis 1969
- Xi'an (Chine) depuis 1993
- Vinnytsia (Ukraine) depuis 1993
- Padoue (Italie) depuis 1995
- Assiout (Égypte) depuis 1995
- Ispahan (Iran) depuis 1999
- Sant'Oreste (Italie) depuis 1999
- Nazzano (Italie) depuis 1999
- Torrita Tiberina (Italie) depuis 1999
- Filacciano (Italie) depuis 1999
- Forano (Italie) depuis 1999
- Morlupo (Italie) depuis 1999
- Athens (États-Unis) depuis 2001
- Québec (Canada) depuis 2001
- Peristéri (Grèce) depuis 2001
- Villeneuve-d'Ascq (France) depuis le 17 octobre 2003
- Jéricho (Palestine) depuis 2003

D'autres jumelages et partenariats sont en cours de finalisation avec (les dates sont celles du lancement du projet de jumelage) :
- Liège (Belgique) depuis 2002
- Kozani (Grèce) depuis 1995
- Monterrey (Mexique)
- Bitola (Macédoine) depuis 2000
- Kalávryta (Grèce) depuis 2001
- Florence (Italie) depuis 2004
- Daejeon (Corée du Sud) depuis 2004
- Netanya (Israël) depuis 2005
- Portland (États-Unis) depuis 2006

## Personnalités liées à Iași
- Varlaam : métropolite ;
- Grigore Ureche : chroniqueur ;
- Miron Costin : chroniqueur ;
- Dimitrie Cantemir : savant de renommée européenne ;
- Costache Negri : écrivain, homme politique et patriote roumain né à Iași ;
- Albert Spaier (1883-1934) : né à Iași  le 9 juillet 1883, philosophe et professeur de philosophie à l'Université de Caen de 1927 à 1934 ;
- Ionel Teodoreanu (1897-1954), avocat, écrivain, La Medeleni (1925-1927)

D'autre personnalités célèbres ont également marqué la vie publique de Iași : Alexandre Jean Cuza (qui y a eu son palais), Vasile Alecsandri, Titu Maiorescu, Mihai Eminescu, Mihaïl Sadoveanu et Nicolae Iorga. 
La ville compte sept Justes parmi les nations, reconnus pour avoir sauvé des Juifs pendant le pogrom de 1941 :  Viorica Agarici, Dumitru Beceanu, Elisabeta Nicopoi, Nona Pântea, Grigore Profir, Simionescu Constanting et Mircea Petru Sion.

## Lieux touristiques

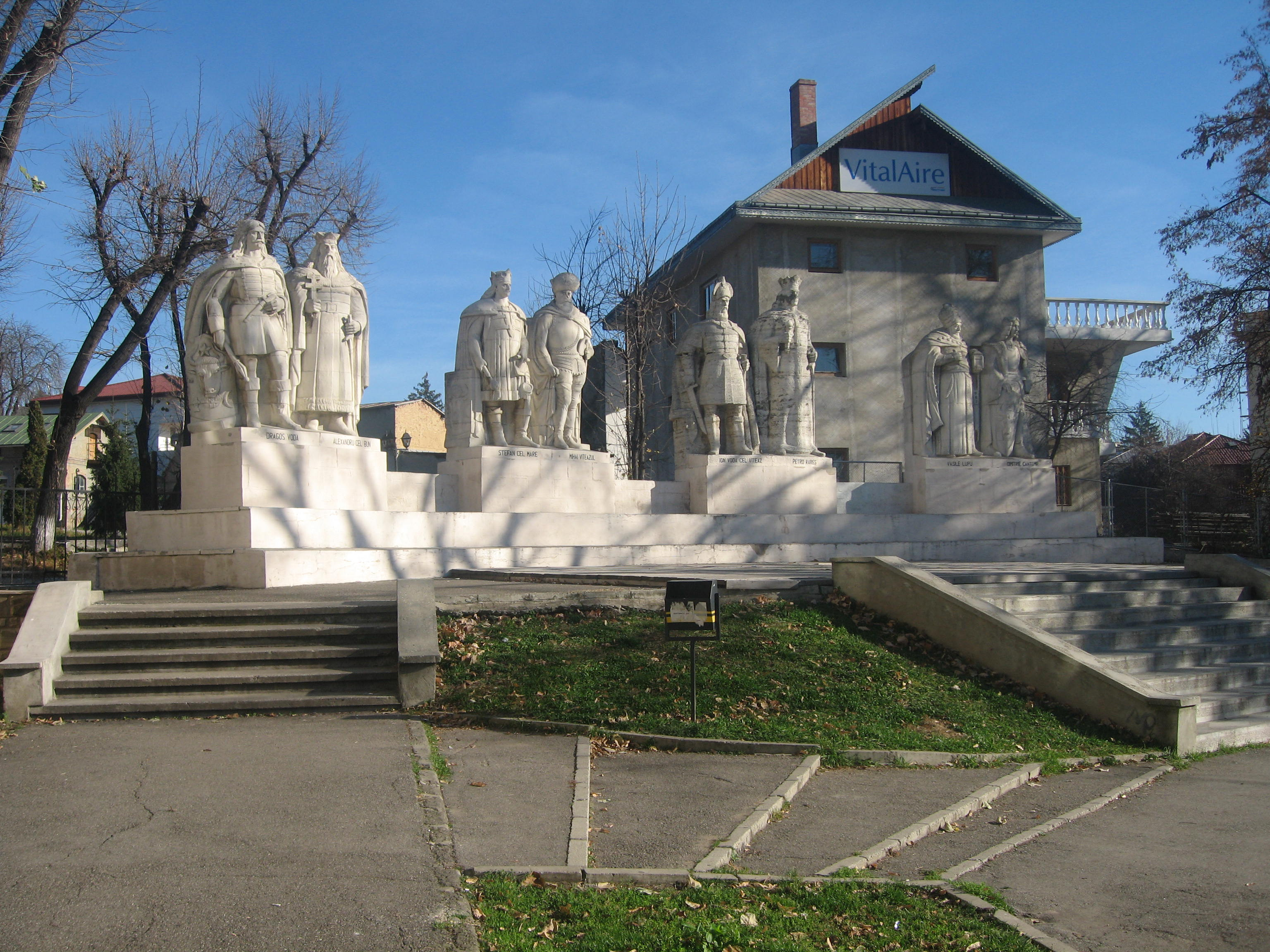
Le groupe des princes à Iasi.

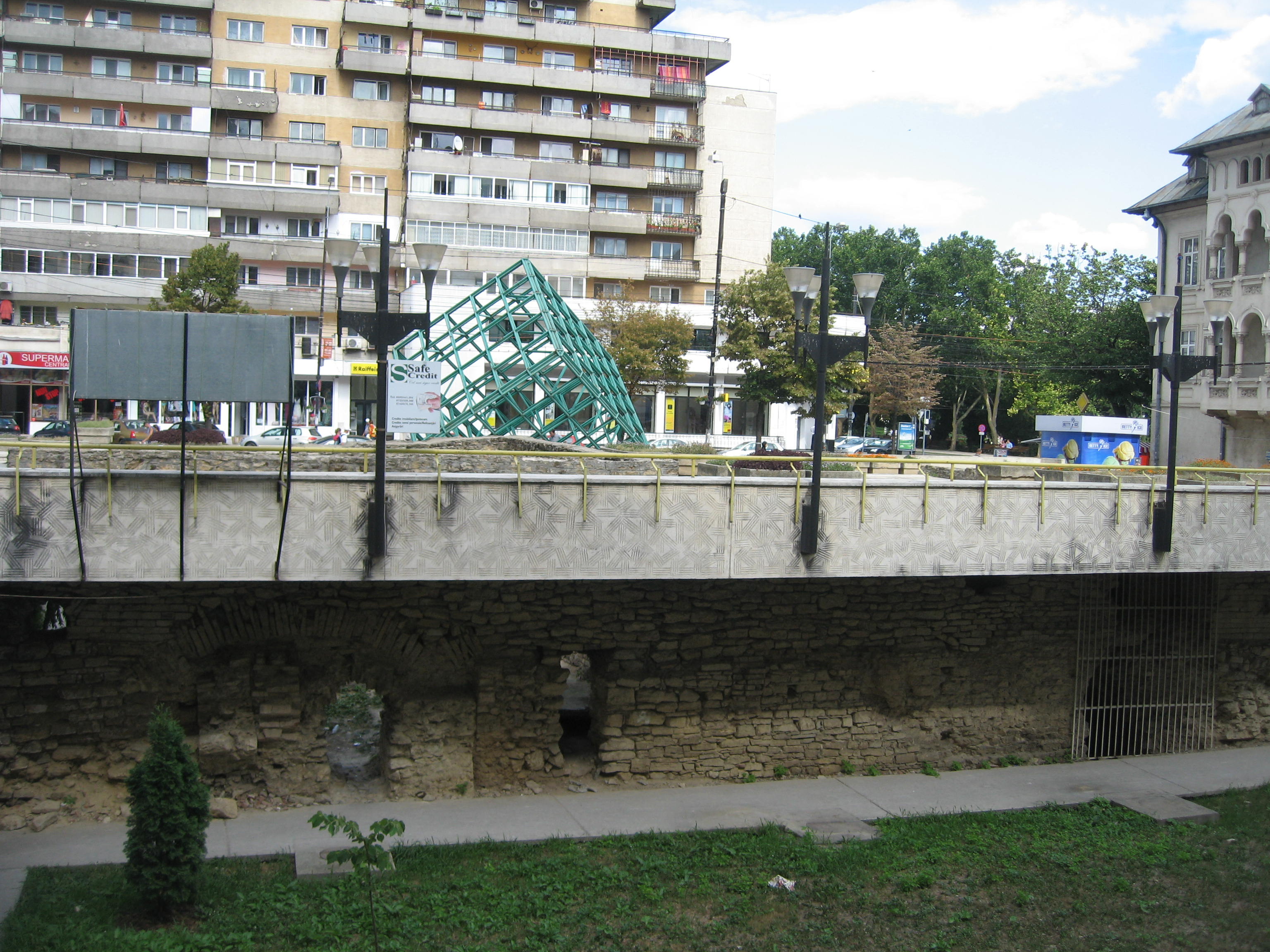
Le site archéologique sous la sculpture du boulevard Stephane.

Iași est la ville des grandes idées, de la première grande union, du premier spectacle théâtral en langue roumaine, de la première imprimerie (Casa Dosoftei) et du premier musée littéraire mémorial (Bojdeuca din Țicău).
On trouve aussi à Iași l'église des Trois Hiérarques, un témoignage des goûts esthétiques du souverain Basile le Loup, la cathédrale du Métropolite et nombre d'autres églises dignes d'intérêt, le palais de la culture (et ses musées des Beaux-Arts, de la vie traditionnelle, de la Préhistoire et des instruments de musique mécanique), le musée de l’Université « Alexandru Ioan Cuza » (et ses collections de la culture préhistorique de Cucuteni-Trypillia), musée de l'Union (résidence d’Alexandre Ioan Cuza), la maison/musée Pogor avec la Table des Parapluies, le musée municipal, les allées du parc Copou avec des senteurs de tilleuls et les échos du poème d'Eminescu le Tilleul, sans oublier le musée Mihai-Eminescu, le jardin botanique, le théâtre national (qui abrite aussi l'opéra), la philharmonie d'État « Moldova » et ses chœurs Gavriil-Musicescu, ainsi que les maisons-mémorial Mihail Sadoveanu, George Topîrceanu, Mihail Codreanu, Otilia Cazimir.
Depuis 2013, l'espace derrière le palais de la culture est occupé par l'ensemble architectural "Palas Iași", composé d'un parc, d'un centre commercial avec un Auchan et des restaurants.
L'on trouve de nombreux édifices ou lieux remarquables à Iași :
- le Palais de la culture (1906-1925) et ses musées ;
- la place de l'Union ;
- le musée de l'Union (résidence et musée Alexandre Ioan Cuza).
- la cathédrale orthodoxe du métropolite de Moldavie et de Bucovine (1833-1887) : une des six cathédrales métropolitaines de Roumanie et son musée métropolitain ;
- la cathédrale romano-catholique de la Vierge Sainte-Marie (construite entre 1992-2005) ;
- l'église romano-catholique de la Dormition de la Mère du Seigneur (construite en 1782-1789) ;
- l'église des Lipovènes ;
- le monastère des Trois Saints Hiérarques (1637-1641) ;
- le monastère Cetățuia (1668-1672) ;
- le monastère Galata (1582-1584)  ;
- le monastère Frumoasa (1586) ;
- le monastère Golia  (1650-1660) ;
- l'église Bărboi (1613-1615); (1841-1844) ;
- l'église Saint-Sava (XVIe siècle) ;

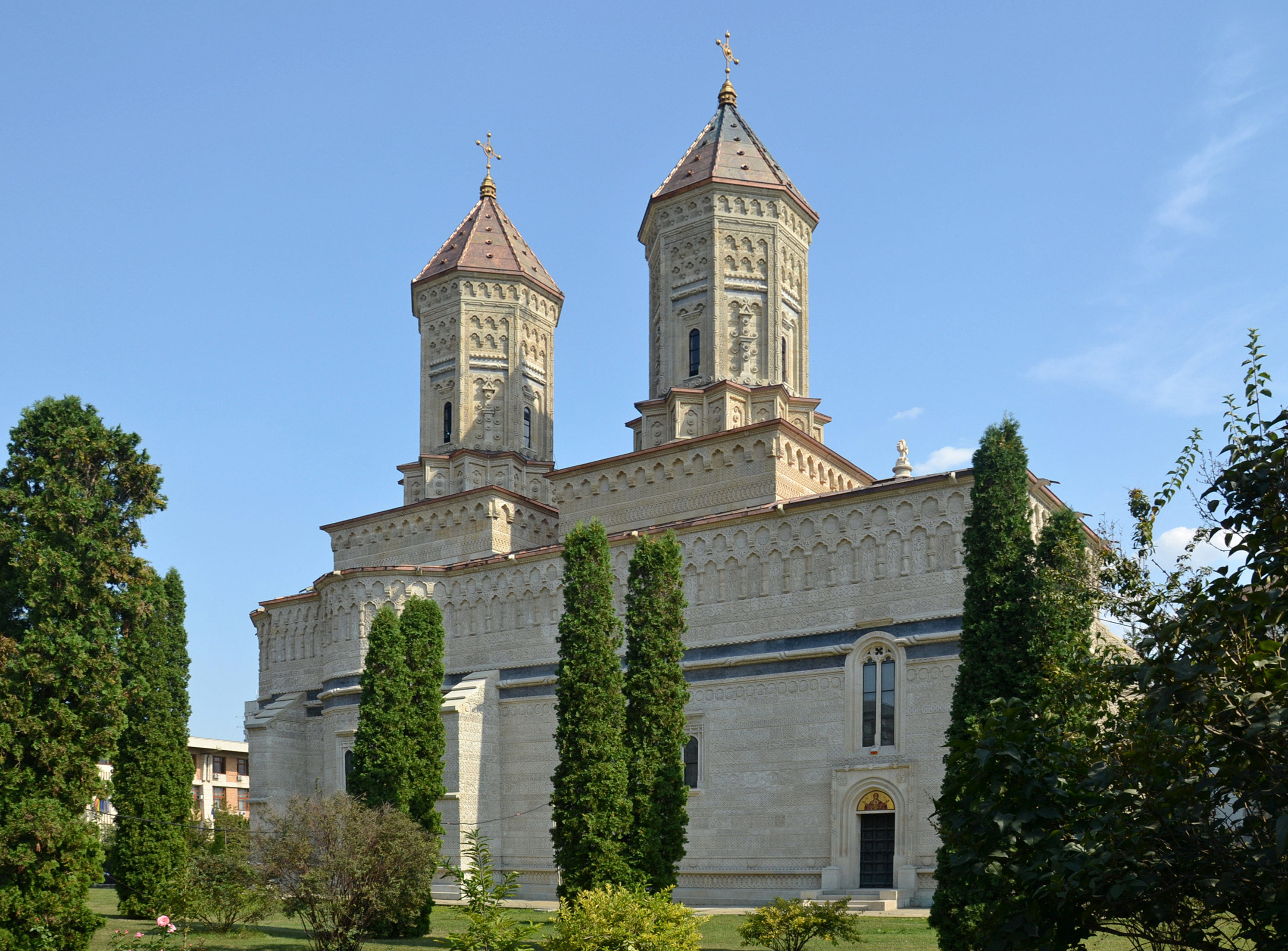
Monastère des Trois Saints Hiérarques.

- Monastère des Trois Saints Hiérarques.le théâtre national « Vasile Alecsandri » (1896) ;
- le palais Roznovanu (fin du XVIIIe siècle) ;
- Palais Braunstein et sa galerie d'art (début du XXe siècle) ;
- Grand Hôtel Traian : construit par Gustave Eifel (fin du XIXe siècle) ;
- l'Université Alexandre Jean Cuza et la bibliothèque centrale universitaire ;
- la maison Dosoftei - l'église Saint-Nicolas-Domnesc ;
- la Bojdeuca Ion Creangă ;
- le parc Copou ;
- le jardin botanique.